# Barrera de entrada
La barrera de entrada es un concepto de la ciencia económica que refiere a un obstáculo que surge en el camino de una firma que quiere ingresar en un nuevo mercado.
Las barreras de entrada son una medida de la competitividad de un mercado.
Algunas de estas barreras son:
- I+D: algunos mercados como el de microprocesadores requieren de una inversión tan alta en I+D que hace casi imposible que las nuevas empresas alcancen el nivel de conocimiento de las ya asentadas.
- Costes irrecuperables: la inversión que no se puede recuperar si se desea abandonar el mercado aumenta el riesgo de entrada en el mercado.
- Precio Límite: El entrante creerá que el establecido puede disuadir la entrada produciendo la producción límite. Es una amenaza no creíble, el entrante sabe que el establecido no podrá producir qM<q y tener p*<pM en el largo plazo.

## Prácticas predatorias
(Estrategias de exclusión para la elevación de costes y reducción de ingresos de los rivales)
- Elevar costes de la empresa rival  compitiendo en precios
- Elevar costes de un rival: Caso de una empresa dominante y un sector competitivo. Si aumenta el coste del rival también aumenta el de la firma. La estrategia es aumentar más el CMg de las empresas rivales que el aumento del coste promedio de la empresa dominante.
- Exclusión vertical: En un oligopolio las Industrias I1 y I2 producen bienes homogéneos. Suministran a D1 y D2 que producen bienes diferenciados. Ambas tienen la misma tecnología y función de producción. Si compiten en precios D1 puede aumentar CMg de D2 haciendo una integración vertical con I1 ya que D2 se enfrentaría a un monopolista.
- Reducción de ingresos del rival: Es equivalente a aumentar los costes del rival. Si afecta a los ingresos propios y los del rival se descompone en efecto directo e indirecto.
- Elevar los costes del rival en defensa de la competencia:
- Consiste en llegar a un acuerdo que excluye a otras empresas de poder adquirir el producto.

Los precios predatorios consisten en políticas de precios muy bajos para que el rival salga del mercado.
Tácticas:
- Aumentar los costes del rival
- Aumentar capacidad de producción
- Acuerdos de exclusión

Hay dos corrientes:
- Escuela de chicago: La predación no es racional. En los casos excepcionales en los que suceda el consumidor se ve beneficiado.
- Escuela post-chicago: La predación es racional. Tiene un propósito a largo plazo. La establecida sacrifica ganancias en el corto plazo bajando los precios y expulsando al rival para obtener ganancias monopólicas en el largo plazo.

## Clasificación y ejemplos
Michael Porter clasifica los mercados en cuatro casos generales:
- Alta barrera de entrada, alta barrera de salida. Ejemplos: telecomunicaciones, energía.
- Alta barrera de entrada, baja barrera de salida. Ejemplos: consultoría, educación.
- Baja barrera de entrada, alta barrera de salida. Ejemplos: hostelería, siderurgia.
- Baja barrera de entrada, baja barrera de salida. Ejemplos: comercio electrónico, minorista.

- Datos: Q1163938